# Bredsjötjärnen
Bredsjötjärnen är en sjö i Torsby kommun i Värmland och ingår i Göta älvs huvudavrinningsområde. Sjön har en area på 0,0497 kvadratkilometer och ligger 237,1 meter över havet.

## Delavrinningsområde
Bredsjötjärnen ingår i det delavrinningsområde (666967-133895) som SMHI kallar för Mynnar i Torsby-Sjöarna. Medelhöjden är 264 meter över havet och ytan är 15,13 kvadratkilometer. Det finns inga avrinningsområden uppströms utan avrinningsområdet är högsta punkten. Bredån som avvattnar avrinningsområdet har biflödesordning 5, vilket innebär att vattnet flödar genom totalt 5 vattendrag innan det når havet efter 365 kilometer. Avrinningsområdet består mestadels av skog (75 procent) och sankmarker (15 procent). Avrinningsområdet har 0,36 kvadratkilometer vattenytor vilket ger det en sjöprocent på 2,4 procent.